# Kobresia filicina
Kobresia filicina là loài thực vật có hoa trong họ Cói. Loài này được (C.B.Clarke) C.B.Clarke mô tả khoa học đầu tiên năm 1894.